# Тхеджохо
Тхеджохо (кор. 태조(대), 太祖(大), Taejo(dae), T'aecho; 47 — 165) — корейський ван, шостий правитель держави Когурьо періоду Трьох держав.

## Біографія
Був сином Ко Джаеса, наймолодшого сина вана Юрімьона. Після смерті Мобона на царство запросили саме Ко Джаеса як голову однієї з найвпливовіших родин Когурьо. Втім той відмовився через свій поважний вік, а новим ваном став його семирічний син Тхеджохо.
В перший рік його правління було посилено централізацію держави: п'ять володінь найвпливовіших кланів було перетворено на провінції на чолі з губернатором, який був підзвітний лише тхевану. Таким кроком було встановлено твердий королівський контроль над військовою й економічною політикою.
56 року він завоював Східний Окчо, 68 — Калсу, 72 — Джону й 74 — Джуну. Тхеджохо інтегрував регіональні ресурси в систему центральної бюрократії, а також подорожував країною, посилюючи королівський контроль.
Тхеджохо неодноразово вступав у військові конфлікти з китайською Династією Хань, порушивши торгівельні зв'язки між командирством Лелан і Хань. 55 року він наказав звести фортецю в командирстві Ляодун. Тхеджохо здійснював атаки на китайські кордони у 105, 111 й 118 роках. 122 року тхеван об'єднався з конфедерацією Махан та сусіднім племенем веймо, щоб здійснити великий напад на Ляодун. До чергового свого широкого наступу на китайські кордони Тхеджохо вдався 146 року.
На 94-му році правління Тхеджохо трон зайняв його молодший брат Чхатхе. Самгук Юса стверджує, що останній надалі вбив обох синів Тхеджохо, а наступний тхеван, Сінтхе, який був зведеним братом двох своїх попередників, 165 року вбив їх обох.
Відповідно до Самгук Сагі та Самгук Юса Тхеджохо помер у 118-річному віці, правив він 93 роки, що робить його правителем, який правив найдовше в історії Кореї, та другим за тривалістю правління в світовій історії.